# Matouš Bartoň
Matouš Bartoň (12. září 1865 Tučapy – ???) byl rakouský politik z Moravy; poslanec Moravského zemského sněmu.

## Biografie
Narodil se v Tučapech jako syn rolníka Františka Bartoně. Sám zde pak působil jako rolník. Národní školu vychodil v Boršicích. Jako talentovaného žáka ho jeho učitel doporučil k dalšímu studiu, nicméně jeho otec trval na tom, že Matouš musí pomáhat na rodinném hospodářství. V roce 1886 by odveden do armády. Absolvoval pětiměsíční poddůstojnickou školu a byl povýšen na četaře. Po smrti otce převzal jeho statek. Od roku 1895 byl starostou Tučap. Coby starosta dosáhl výstavby obecního vodovodu, na který zajistil i zemskou a státní subvenci. Zřídil pojišťovnu hovězího dobytka. Byl předsedou místní školní rady a členem okresního hospodářského spolku. Působil v Katolickém spolku českého rolnictva na Moravě.
Dne 7. června 1905 se v Boršicích oženil s Františkou Sýkorovou (1882-??).
Počátkem 20. století se zapojil i do vysoké politiky. V zemských volbách v roce 1906 byl zvolen na Moravský zemský sněm, kde zastupoval kurii venkovských obcí, český obvod Uherské Hradiště okolí. Mandát zde obhájil v zemských volbách v roce 1913. V roce 1906 se na sněm dostal jako kandidát Katolické strany národní na Moravě. Stejně tak v roce 1913.
V regionální a komunální politice zůstal aktivní i v meziválečném období, nyní za Československou stranu lidovou. V roce 1935 slavnostně dovršil nepřetržitých 40 let ve starostovské funkci. Starostou obce byl celkem 43 let, tedy do roku 1938.
Dne 1. července 1923 byl jako jeden ze zástupců českého rolnictva kooptován do správní rady Akciové společnosti pro průmysl cukrovarnický v Hodoníně. Šlo o součást procesu nostrifikace.